# Kaliumhydroxid
En vattenlösning av Kaliumhydroxid kallas för kalilut  är en starkt frätande bas som angriper människans hud mycket lätt. Den kemiska beteckningen är KOH.

## Framställning
Kaliumhydroxid framställs industriellt genom elektrolys av kaliumklorid med ett poröst membran mellan katoden och anoden. Även andra kaliumsalter exempelvis kaliumkarbonat kan elektrolyseras.

### Undervisningsexperiment
Kaliumhydroxid kan framställas genom att låta kalium reagera med vatten:
{\displaystyle {\rm {2\ K+2\ H_{2}O\rightarrow 2\ KOH+H_{2}}}}

## Användning
Kaliumhydroxid kallas i 5-procentig lösning stensåpa. Den används även som katalysator vid framställning av biodiesel och -gaser, som fuktabsorberare vid bland annat framställning av papper. Ett av de största användningsområdena är i alkaliska batterier där den fungerar som elektrolyt. Kaliumhydroxid kan också användas som propplösare i avlopp eller i fosfatfria tvättmedel.

### Användning i livsmedel
Kaliumhydroxid används vid blötläggning av oliver, för att på kemiskt vis skala till exempel apelsiner och när man blötlägger lutfisk. Kaliumhydroxid har E-nummer E 525.

## Närbesläktade ämnen
Kaliumjonen gör att kaliumhydroxid liknar bland annat kaliumklorid och kaliumoxid. Hydroxidjonen gör att kaliumhydroxid liknar bland annat litiumhydroxid och natriumhydroxid.